# Santa Bárbara do Monte Verde
Santa Bárbara do Monte Verde – miasto i gmina w Brazylii, w stanie Minas Gerais. Znajduje się w mezoregionie Zona da Mata i mikroregionie Juiz de Fora.